# Sant Martí d'Estanyils
Sant Martí d'Estanyils fou una església del lloc d'Estanyils, a l'antic terme de Coma, del terme comunal d'Eus, de la comarca del Conflent, a la Catalunya del Nord.
Estava situada en el lloc d'Estanyils, a l'est-nord-est de Coma, al nord-est del terme eusenc, en el vessant sud-oest de la Jaça Cremada.
Està documentada des del 1202, com a sufragània de Sant Esteve de Coma. El 1218 fou donada, amb el seu alou, a Sant Martí del Canigó per Bertran d'Illa.
En l'actualitat queden diverses restes del lloc d'Estanyils, però cap d'elles recognoscible com l'antiga església del lloc, almenys fins que s'hi facin prospeccions arqueològiques.